# Stacy Haiduk
Stacy Haiduk, amerikansk skådespelerska född 24 april 1968 i Grand Rapids, Michigan.

## Filmografi
- SeaQuest DSV (TV-Serie)
- Vampyrernas hemlighet (TV-serie)
- Washington D.C. (TV-serie)

## Fotnoter
1. ↑  Internet Movie Database, IMDb-ID: nm0001307co0047972, läst: 16 juli 2016.[källa från Wikidata]